# General Electric
A General Electric vagy GE (NYSE: GE) egy multinacionális, technológia és szolgáltatás profilú vállalat. 2005-re piaci értéke alapján a világ legnagyobb vállalata volt (a magas olajárak hátán 2004 végén és 2005 elején az ExxonMobil átvette a vezetést.) 2005. március 28-án a GE piaci értéke közelítőleg 379 milliárd dollár volt. A cég részvénye 2018. júliusáig egyike volt annak a harminc részvényből álló kosárnak, amelyből a Dow Jones Ipari Átlagot számítják. Nem szabad összekeverni a The General Electric Company plc-vel, amit 1999-ben Marconi plcre neveztek át.
Az 1960-as évek amerikai adótörvényei és könyvelési gyakorlata divatossá tette a konglomerátumok alapítását. A GE, ami már konglomerátum volt a fogalom megalkotása előtt, egyike azon kevés vállalatnak, amelyek nagy sikereket értek el ebben a szervezeti formában.
A GE számos rangos nemzetközi elismerést nyert, többek között a „The Most Respected Corporation of America”-díjat. A vállalat globális pénzügyi üzletága a GE Capital részeként működött a magyarországi Budapest Bank is, amit 2015-ben vásárolt meg a magyar állam.

## Története
1876-ban Thomas Alva Edison új laboratóriumot nyitott Menlo Parkban, New Jerseyben. Ebből a laboratóriumból származik talán a legismertebb felfedezés, az elektromos izzólámpa. 1890-re Edison a különböző üzleteit az Edison General Electric Companyban egyesítette.
1879-ben Elihu Thomson és E. J. Houston megalapították a rivális Thomson-Houston Companyt. Ez több vállalattal összeolvadt és később egy korábbi cipőgyáros, Charles A. Coffin vezette.
Az összeolvadások és a fontos szabadalmak birtoklása domináns pozícióba juttatta a két vállalatot a villamos iparban. Ahogy az üzletágak szaporodtak, úgy vált egyre bonyolultabbá a vállalatoknak, hogy teljes elektronikai megoldásokat nyújtsanak kizárólag saját technológiára támaszkodva. 1892-ben a két óriás vállalat egyesült General Electric Company néven Schenectady, New York-i székhellyel.
1896-ban a General Electric volt az egyike annak a 12 vállalatnak, melyek elsőként kaptak helyet a Dow Jones Ipari Átlag tőzsdei mutatón. A GE 2018-ig volt része a Dow Jones indexnek.
1919-ben a General Electric és az AT&T megalapította a Radio Corporation of America (RCA) nemzetközi rádióadót.
A General Electric egyike volt a nyolc legnagyobb számítástechnikai vállalatnak (IBM, Burroughs, Scientific Data Systems, Control Data Corporation, Honeywell, RCA, UNIVAC) az 1960-as évek folyamán. A GE általános célú és speciális célú számítógépek széles választékával rendelkezett. Az általános célú gépek csoportjába tartozott a GE 215, GE 225, GE 235, és a GE 600 sorozat. A speciális célú gépek csoportjába tartozott a GE 4010, GE 4020, a GE 4060 valós idejű folyamatokat vezérlő számítógép és a Datanet 30 üzenet kapcsoló számítógép. A Datanet 600-at megtervezték, de sosem adták el. Egyes vélemények szerint a GE azért lépett be a számítógép gyártási piacra, mert az 1950-es években az Egyesült Államok kormánya után ők voltak a legnagyobb felhasználók. Az 1970-es években a GE eladta a számítógép részlegét a Honeywellnek.
1986-ban a GE eladta az RCA-t, elsősorban az NBC televíziós hálózatnak. Többek között részesedést nyert a Bertelsmann AG és a Thomson is.
1989-ben a GE megvásárolta Európa egyik jelentős világítástechnikai gyárát, a Tungsramot. Először csak 51%-át, majd a maradékot is megvásárolta, így a világítás központja Magyarországon lett, ahol jelenleg 7 gyárat is üzemeltet. GE Hungary Zrt. néven ismert, ami megtalálható minden Tungsram fényforrás csomagolásán is.
2004-ben a GE megvásárolta a Vivendi Universaltól a televízió és mozi részleget és így a harmadik legnagyobb média konglomerátum lett a világon. Szintén 2004-ben a GE befejezte az élet- és lakáshitel biztosítási melléküzletágának független vállalatba szervezését, mely a Genworth Financial nevet kapta. Szintén ebben az évben a GE megvásárolta a Dillard üzletház hitelkártya részlegét 1,25 milliárd dollárért.
2005-ben a GE megvásárolta a kanadai Bombardier pénzügyi részlegét 1,4 milliárd dollárért.
2007-ben 11,6 milliárd dollárért a GE eladta a műanyag üzletágát, a GE Plasticsot a szaúd-arábiai SABIC-nak.
2016. január 13-án a cég bejelentette, hogy áthelyezi székhelyét (eddig Fairfield, Connecticut) Boston-ba. A költözés várhatóan 2018 végére fejeződik be.
2017-ben Jeff Immelt elnök-vezérigazgató 16 év után bejelentette visszavonulását, így 2017. augusztus 1-től a GE Healthcare korábbi vezérigazgatója, John L. Flannery veszi át a helyét a cég vezetésében 11. vezérigazgatóként, majd 2018 január 1-től az igazgatótanácsban is annak 10. elnökeként.
2018 júniusában a vállalat az egészségügyi üzletág (GE Healthcare) leválasztásáról, a Baker Hughes olajipari szolgáltató eladásáról döntött
2018 októberében John Flannery azonnali menesztéséről és Larry Culp (H. Lawrence Culp Jr.) kinevezéséről döntött az igazgatótanács

## Ma
A GE egy hatalmas multinacionális ipari vállalat, melynek székhelye Boston, Massachusetts, Amerikai Egyesült Államok. A GE minden üzletága önmagában is hatalmas vállalatot jelent, amelyek önállóan is rákerültek a Fortune 500-listára. A GE üzletágainak listája idővel változik a vásárlások és átszervezések következményeként.

## Üzletágak
- Access Distribution
- GE Advanced Materials
- GE Capital IT Solutions
- GE Capital Rail Services
- GECAS
- GE Commercial Finance
- GE Consumer & Industrial
- GE Consumer Finance
- GE Energy
- GE Engine Services, Inc.
- GE Equipment Services
- GE Fanuc Automation North America, Inc.
- GE Financial Assurance Holdings, Inc.
- GE Franchise Finance Corporation
- GE Global Research
- GE Healthcare
- GE Infrastructure
- GE Insurance
- GE Money
- GE Osmonics
- GE SeaCo SRL
- GE Security
- GE Small Business Finance Corporation
- GE Supply
- GE Transportation
- General Electric Mortgage Insurance Corporation
- Global Nuclear Fuel - Japan Co., Ltd.
- HPSC, Inc.
- Instrumentarium Corporation
- MRA Systems, Inc.
- NBC Universal, Inc.
- Transport International Pool Inc.
- WMC Mortgage Corp.

Az üzletágak széles körének köszönhetően a GE a piac nagy részén képviselteti magát, többek között az elektromos áram generálása, szállítása és szétosztása, a világítás, ipari automatizálás, orvosi képalkotó berendezések, motorok, vonatok, repülőgépmotorok és a légi fuvarozás (műanyagok, szilikonok, kenőanyagok) terén. A társalapítója és 80%-os tulajdonosa (a Vivendi Universallal) az NBC Universalnak. A GE Commercial Finance (ipari finanszírozás), a GE Consumer Finance (polgári finanszírozás), GE Equipment Services (berendezés finanszírozás) és a GE Insurance (biztosítás) gazdasági szolgáltatások széles skáláját biztosítja. A vállalat több mint 100 országban rendelkezik képviselettel.
Érdekes módon a GE bevételeinek több mint fele pénzügyi szolgáltatásokból származik, így pénzügyi vállalatnak tekinthető ipari érdekeltséggel. Az egyik legnagyobb befektető az Egyesült Államokon kívül, többek között Japánban. Bár a konglomerátumok első hulláma (például ITT, Ling-Temco-Vought, Tenneco) elbukott az 1980-as évek közepén, a '90-es évek végén újabb hullám (például Westinghouse, Tyco) próbálkozott elérni a GE sikereit, de ezek is elbuktak.

## Vezetés[10]
| Pozíció      | Név                                               | Kor |
| ------------ | ------------------------------------------------- | --- |
| Elnök        | Lawrence Culp                                     | 55  |
| CEO          | Lawrence Culp                                     | 55  |
| CTO, Alelnök | Victor Abate                                      |     |
| CFO, Alelnök | Jamie S. Miller                                   |     |
| CIO          | betöltetlen Jim Fowler 2018. júniusi távozása óta |     |

## Pénzügyek
- Bevétel (2016):[2] 123,692 milliárd dollár
- Nyereség (2016):[2] 32,419 milliárd dollár
- Alkalmazottak (2017):[2] 295 000